# Судаков Павло Ілліч
Павло́ Іллі́ч Судако́в (1878 — 1950, Москва) — радянський діяч, голова Петроградського раднаргоспу, голова Головметалу ВРНГ СРСР, голова правління «Південьсталі». Кандидат у члени ЦК КП(б)У в грудні 1925 — листопаді 1927 р. 

## Біографія
З 1897 року працював слюсарем на заводі акціонерного товариства «Крейтон і КО» в Санкт-Петербурзі.
Член РСДРП з 1897 року. Активний учасник революційного руху та революції 1905—1907 років. У 1912 році був вибраний уповноваженим з виборів до 4-ї Державної думи Російської імперії, перейшов до меншовиків. У 1914 році знову повернувся до РСДРП(б).
У 1921—1922 роках — голова Петроградської ради народного господарства (Петрораднаргоспу).
У 1922—1925 роках — голова правління Головметалу Вищої ради народного господарства (ВРНГ) СРСР, член Президії ВРНГ.
У 1925—1926 роках — голова правління тресту «Південьсталь» в Українській СРР.
З 1926 року — заступник начальника Головного військово-промислового управління ВРНГ СРСР. З 1931 року — член Колегії Народного комісаріату робітничо-селянської інспекції РРФСР.
З 1937 року — на пенсії. Похований у Москві на Новодівочому кладовищі.